# FAO halászati körzetek
Az ENSZ Élelmezésügyi és Mezőgazdasági Világszervezete (röviden FAO) körzetekre osztotta a természetes vizeket. A körzetek az akvakultúra állomány tanulmányozása, a halászati gazdálkodás szabályozottsága és a gazdasági zónák alapján lettek kialakítva. A felosztás során a szervezet együttműködött a nemzetközi halászati társaságokkal. A rendszer lényege statisztikai adatok gyűjtése, melyek alapján a halászat szabályozható, illetve az ehhez kapcsolódó döntések meghozhatók.

## Körzetek

FAO halászati körzetek

A körzetek számokkal vannak jelölve. Ez a jelölés gyakran megtalálhatók a tengeri élelmiszerek csomagolásán, a halászat helyét megmutatva.
A körzetek a következők:  
- FAO-18: A Jeges-tenger
- FAO-21: Az Atlanti-óceán északnyugati része
- FAO-27: Az Atlanti-óceán északkeleti része
- FAO-31: Az Atlanti-óceán nyugati része
- FAO-34: Az Atlanti-óceán közép-keleti része
- FAO-37: A Földközi- és a Fekete-tenger
- FAO-41: Az Atlanti-óceán délnyugati része
- FAO-47: Az Atlanti-óceán délkeleti része
- FAO-48: Az Atlanti-óceán Antarktisz környéki része
- FAO-51: Az Indiai-óceán nyugati része
- FAO-57: Az Indiai-óceán keleti része
- FAO-58: Az Indiai-óceán déli, illetve Antarktisz környéki része
- FAO-61: A Csendes-óceán északnyugati része
- FAO-67: A Csendes-óceán északkeleti része
- FAO-71: A Csendes-óceán közép-nyugati része
- FAO-77: A Csendes-óceán közép-keleti része
- FAO-81: A Csendes-óceán délnyugati része
- FAO-87: A Csendes-óceán délkeleti része
- FAO-88: A Csendes-óceán Antarktisz környéki része

## Külső hivatkozások
- http://www.fao.org